# Nowa Huta

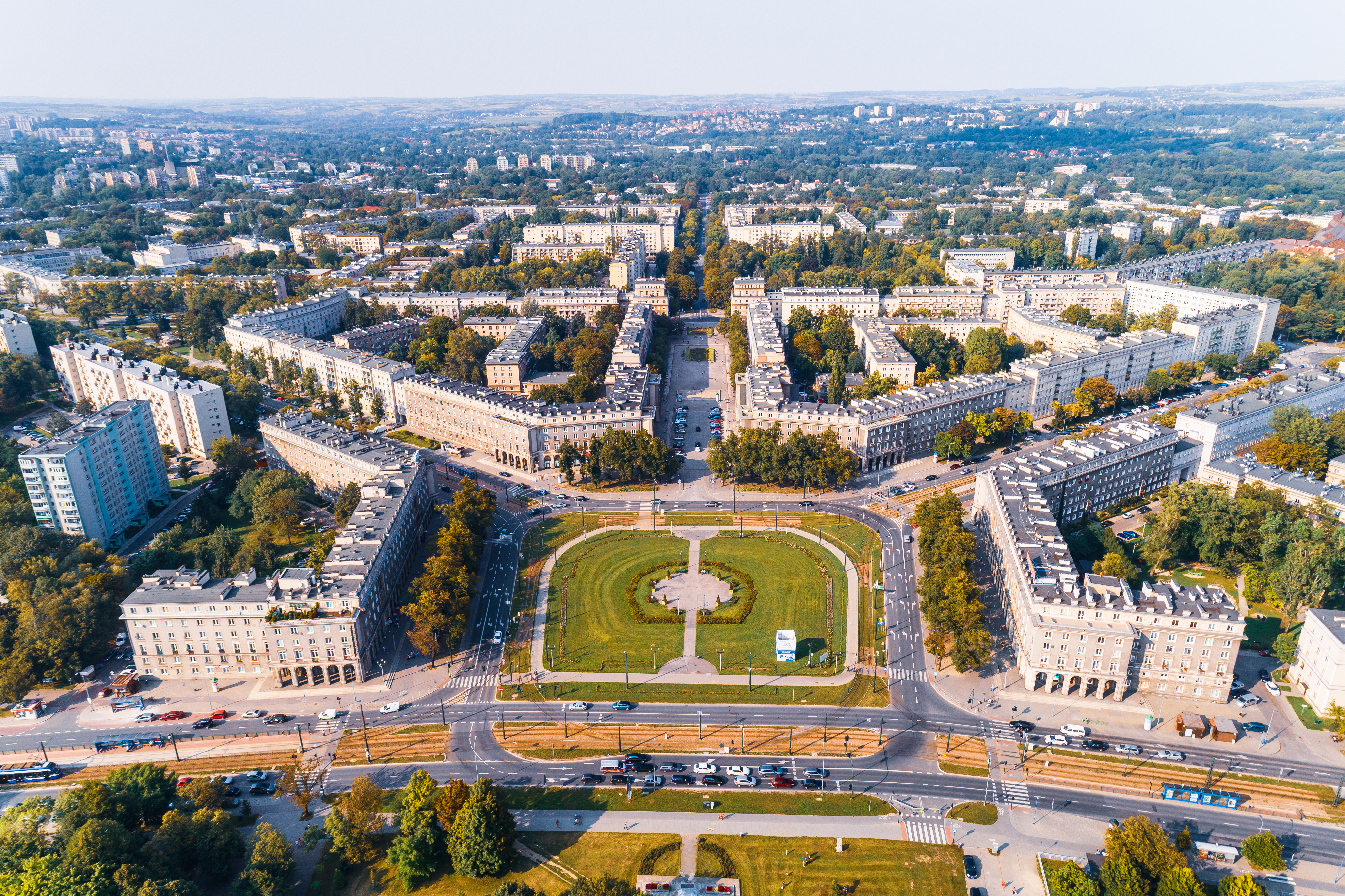
Vista aérea.

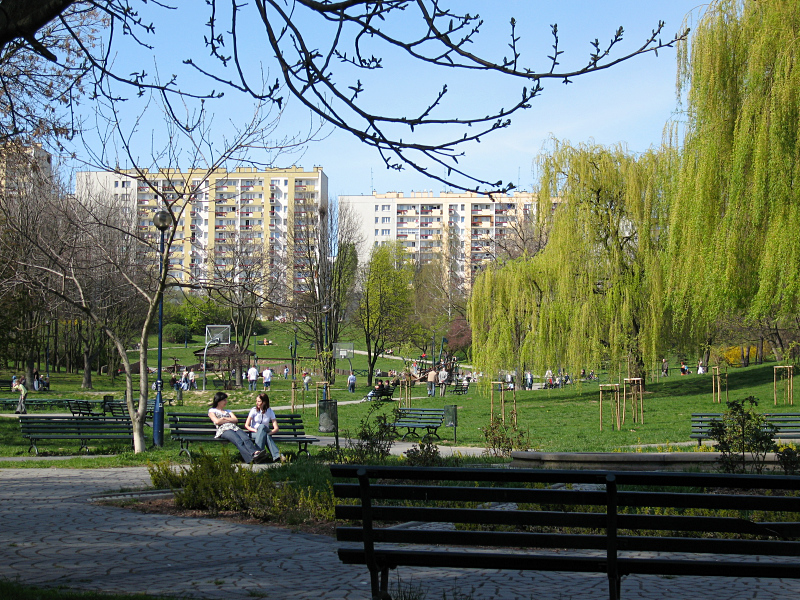
El parque Tysiąclecia en el barrio de Nowa Huta.

Nowa Huta ("Nueva acería") es un barrio de Cracovia creado en los años 1949-1951, concebido para funcionar como ciudad independiente. Desde el año 1951 es un distrito administrativo de Cracovia. En el 1990 se dividió en 5 distritos independientes: Distrito XIV Czyżyny, Distrito XV Mistrzejowice, Distrito XVI Bieńczyce, Distrito XVII Wzgórza Krzesławickie y Distrito XVIII Nowa Huta. El número de habitantes ronda los 220.000 en una superficie de 110.7 km². Para posibilitar la construcción, que no fue fácil, el gobierno recurrió al obrero stajanovista Piotr Ożański, a quien se atribuye la gesta de colocar 33.000 ladrillos en una jornada de trabajo.

## Historia
La construcción del barrio de Nowa Huta responde a un intento del gobierno socialista de construir a las puertas de Cracovia, un barrio moderno, donde debía hacerse evidente la fuerza de la ideología atea con la construcción de la ciudad comunista. Su trazado sigue los postulados del realismo socialismo, con una gran plaza central, en la que se levantó una enorme estatua de Lenin en 1973, y de la que salen cinco avenidas amplias y arboladas, simbolizando las cinco puntas de la estrella roja. «El proyecto ubicaba en el corazón del barrio la gran fábrica siderúrgica, la Acería Lenin, cinco veces más grande que todo el centro histórico de Cracovia, con amplias avenidas, espacios verdes y viviendas para al menos 40000 trabajadores, tantos como podían trabajar en la fábrica». En 1958, el gobierno comunista consintió construir una iglesia, Kościół Arka Pana.

## Juan Pablo II en Nowa Huta
En la Nochebuena de 1973, siendo arzobispo de Cracovia y ante la intención del gobierno socialista de no dotar de espacio en el barrio para la construcción de un templo católico, Karol Wojtyła fue a Nowa Huta para celebrar la santa misa al aire libre. «La afluencia de gente fue tal que las autoridades civiles y militares no pudieron hacer otra cosa que desistir de su intento de impedir la celebración».
Años después, en 1979, y ya como Papa, Juan Pablo II volvió a celebrar la eucaristía en el barrio de Nowa Huta en su primera visita a Polonia como sumo pontífice.
- Datos: Q1433149
- Multimedia: Nowa Huta / Q1433149